# جون فورد هاوس
جون فورد هاوس (بالإنجليزية: John Ford House)‏ هو محامي وسياسي أمريكي، ولد في 9 يناير 1827 في فرانكلين في الولايات المتحدة، وتوفي في 28 يونيو 1904 في كلاركسفيل في الولايات المتحدة. حزبياً، نشط في الحزب الديمقراطي. وقد انتخب عضو مجلس نواب تينيسي وانتخب عضو مجلس النواب الأمريكي.